# جاناتان آریس
جاناتان آریس (انگلیسی: Jonathan Aris؛ زادهٔ ۱۹۷۱) یک هنرپیشه اهل بریتانیا است.
از فیلم‌ها یا برنامه‌های تلویزیونی که وی در آن نقش داشته است می‌توان به راهی طولانی تا فینچلی، نژاد، مریخی، روگ وان: داستانی از جنگ ستارگان، منطقه ۴۱۴ و سریال شرلوک اشاره کرد.